# Чий
Чий, или ахнатерум (лат. Achnatherum) — род многолетних травянистых растений семейства Злаки, или Мятликовые (Poaceae), нередко объединяемый с ковылём (Stipa L.), но более примитивный.

## Морфология
Соцветие — сжатая или раскидистая метёлка с длинными тонкими веточками. Колоски одноцветковые, немного сжатые с боков. Колосковых чешуй 2, перепончатых, ланцетных, немного длиннее цветка. Нижняя цветковая чешуя немного кожистая, на верхушке двузубчатая, с длинной тонкой остью, выходящей между зубцами, вначале прямой, позже, в нижней части, согнутой или скрученной. Цветочных плёночек 3. Плод — цилиндрическая зерновка, плотно обёрнутая цветочными чешуями.

## Распространение и экология
Виды рода чий имеют небольшие зоохорно распространяющиеся диаспоры в умеренном и субтропическом поясах Евразии, Северной Африки и Северной Америки.
Значительные заросли разных видов чия, занимающие около 2 млн га, находятся в Казахстане.
Заросли чия — излюбленное место обитания зайца-толая.

## Хозяйственное значение и применение
В прошлом чий широко использовался народами Центральной Азии: из него делали панно для украшения стен юрты, с помощью которых кочевники одновременно сохраняли тепло внутри жилища. В настоящее время техника чий сохранилось в национальном и современном изобразительном искусстве Казахстана и Кыргызстана. В этой технике выполнены многие работы казахской художницы Ахметжановой.
Сухие стебли этого растения используют для плетения изделий, изготовления метел, а также как сырьё для бумажного целлюлозного производства. Бумага из этого злака получается очень высокого качества.

## Виды
Род включает 20 видов:
- Achnatherum brandisii (Mez) Z.L.Wu (1996)
- Achnatherum bromoides (L.) P.Beauv. (1812) — Чий костёровидный
- Achnatherum calamagrostis (L.) P.Beauv. (1812) — Чий вейниковый = Calamagrostis neglecta (Ehrh.) Gaertn., B.Mey. & Schreb., (1799) (Вейник незамеченный)
- Achnatherum confusum (Litv.) Tzvelev (1977) — Чий смешиваемый
- Achnatherum inebrians (Hance) Keng (1957)
- Achnatherum jacquemontii (Jaub. & Spach) P.C.Kuo & S.L.Lu (1987)
- Achnatherum miliaceum (L.) P.Beauv. (1812)
- Achnatherum pekinense (Hance) Ohwi (1953)
- Achnatherum pubicalyx (Ohwi) Keng f. ex P.C.Kuo (1976)
- Achnatherum sibiricum (L.) Keng ex Tzvelev (1977) — Чий сибирский
- Achnatherum turcomanicum (Roshev.) Tzvelev (1974) — Чий туркменский

и другие.